# 格森贝格
格森贝格是奥地利施蒂利亚州利岑县的一个市镇。总面积31.91平方公里，总人口270人，人口密度8.5人/平方公里（2005年）。